# Pesquisa-ação
Pesquisa-ação é uma forma de investigação baseada em uma autorreflexão coletiva empreendida pelos participantes de um grupo social de maneira a melhorar a racionalidade e a justiça de suas próprias práticas sociais e educacionais, como também o seu entendimento dessas práticas e de situações onde essas práticas acontecem. A abordagem é de uma pesquisa-ação apenas quando ela é colaborativa.
Refere-se a um processo de mudança baseado na coleta sistemática de dados, seguida da seleção de uma ação de mudança, com base no que os dados analisados indicam. Sua importância reside em oferecer uma metodologia científica para a administração da mudança a planejada.
O termo pesquisa-ação foi criado por em 1946 por Kurt Lewin, nos Estados Unidos após a Segunda Guerra Mundial, com propósitos de integração social, ao desenvolver trabalhos que tinham como finalidade a integração de minorias étnicas à sociedade norte-americana.

## Características
Segundo David Tripp, a pesquisa-ação é:
- Contínua: Deve ser contínua e não repetida ou ocasional, é necessário trabalhar para melhorar um aspecto da prática, de modo que deva ser mais frequente do que ocasional.
- Pró-ativa estrategicamente: Enquanto a pesquisa científica tende a operar de acordo com protocolos metodológicos determinados, a pesquisa-ação fica entre os dois (a prática e a pesquisa científica), porque é pró-ativa com respeito à mudança, e sua mudança é estratégica.
- Participativa: É participativa/colaborativa de forma que inclua todos os participantes/envolvidos e é colaborativa na forma de trabalhar.
- Intervencionista: É experimental, de forma que fazem as coisas acontecerem para ver o que acontece. Sendo experimentativa, não ocorre em cenários sociais manipuladores, podendo ser mais identificada como intervencionista do que estritamente experimental.
- Problematizada: A pesquisa-ação sempre começa de a partir de um problema e muitas vezes se aplica ao termo “problema-tizar”.
- Deliberada: É deliberativa, pelo fato de que deve haver uma opinião profissional para julgamento a respeito do assunto que está sendo tratado para resultados eficazes.
- Documentada: A pesquisa-ação fica em algum ponto entre o não-registro da maior parte do que acontece na prática rotineira e a rigorosa revisão. Assim, tende a documentar o progresso tanto por meio da compilação de um portfólio, do tipo de informações regularmente produzidas ou pela prática rotineira.
- Compreendida: É necessário que a pesquisa explique os fenômenos, não sendo necessário construir uma rede de explicações como implicadas na teoria científica.
- Individual: A pesquisa-ação é individualizada e age em determinado grupo, realidade ou problemática.
- Disseminada: O conteúdo da pesquisa-ação é compartilhado e disseminado entre organizações ou profissão e por meio de rede e ensino, não publicações.

## Modalidades
| Modalidade                        | Descrição |
| --------------------------------- | --- |
| Pesquisa-ação técnica             | Utilizada por pesquisadores para implementação de uma prática existente em outra esfera para a utilização em sua própria pesquisa prática como forma de melhoria. Encontramos exemplos de utilizações dessas técnicas, em casos que necessitam seguir padrões manuais. |
| Pesquisa-ação prática             | Utiliza-se de técnicas em que o pesquisador define como o projeto será escolhido e projetado as mudanças, por meio de suas experiências e ideias. |
| Pesquisa-ação política            | Ocorre a utilização desse tipo de pesquisa, quando há necessidade de mudar ou analisar a cultura institucional e/ou das limitações, tendo como finalidade mudar o sistema, que somente será exercido por poder.                                                        |
| Pesquisa-ação socialmente crítica | É utilizado com o intuito de melhorar a relação social, na qual se acredita ser injusto de diversas maneiras o tratamento do sistema sobre o modo de ver e agir a determinada situação.                                                                                |
| Pesquisa-ação emancipatória       | Esse tipo de pesquisa tem como meta mudar o status quo para um grupo amplo de pessoas. |

## Etapas da pesquisa-ação
A representação do processo de pesquisa-ação é um conjunto composto de cinco etapas para uma resolução satisfatória do problema. 
Na primeira etapa do ciclo é feito o diagnóstico, uma fase que inicia o processo com a identificação do problema, tendo o pesquisador buscando aprimorar determinada situação. Na segunda etapa do processo, é feita a análise aprofundada do problema identificado no diagnóstico, sintetizando as informações em questões básicas, áreas de problemas e ações possíveis. Na terceira etapa do processo, é o feedback com o envolvimento dos contribuíntes com o compartilhamento das informações descobertas.Na quarta etapa do processo, é a execução da ação de implementação ou modificação do objeto de pesquisa, por meio da observação direta do ambiente de pesquisa feita na etapa anterior. Na quinta etapa do processo, é a avaliação dos resultados obtidos diantes dos objetivos, buscando identificar os efeitos da ação e até que ponto os problemas foram resolvidos.